# Monastère de Lipovac
Le monastère de Lipovac (en serbe cyrillique : Манастир Липовац ; en serbe latin : Manastir Lipovac) est un monastère orthodoxe serbe situé à Lipovac, dans la municipalité d'Aleksinac et dans le district de Nišava, en Serbie. Il est inscrit sur la liste des monuments culturels de grande importance de la république de Serbie (identifiant no SK 225),,,.
Le monastère est dédié à saint Étienne,. Il abrite aujourd'hui une communauté de religieuses

## Localisation
Le monastère se trouve au nord-est d'Aleksinac, sur un plateau dominant la source de la Svetostefanska reka ; au Moyen Âge, le monastère faisait partie de l'ensemble fortifié de la forteresse de Lipovac,.

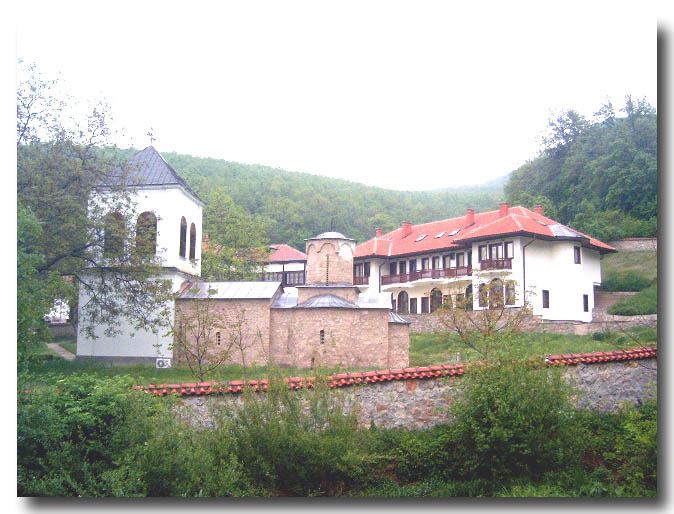
Vue d'ensemble du monastère

## Historique
L'église a été construite dans la seconde moitié du XIVe siècle et, si l'on en croit l'archéologue Marko Popović, entre 1370 et 1375, sur les fondations d'un édifice religieux remontant au Xe siècle. En tout cas, l'église actuelle a été construite avant 1399 ; pour sa partie la plus ancienne, elle s'inscrit dans un plan tréflé et est surmontée d'un dôme ; le narthex a été construit grâce à une donation du despote Stefan Lazarević et de son frère Vuk,. Le monastère a été plusieurs fois saccagé par les Ottomans et à chaque fois restauré, la dernière fois en 1878 quand la principauté de Serbie est devenue définitivement indépendante vis-à-vis de la Sublime Porte. En 1869, au temps de l'higoumène Josif Živanović, un konak a été édifié et, en 1883, une haute tour-clocher a été ajoutée à la façade occidentale.

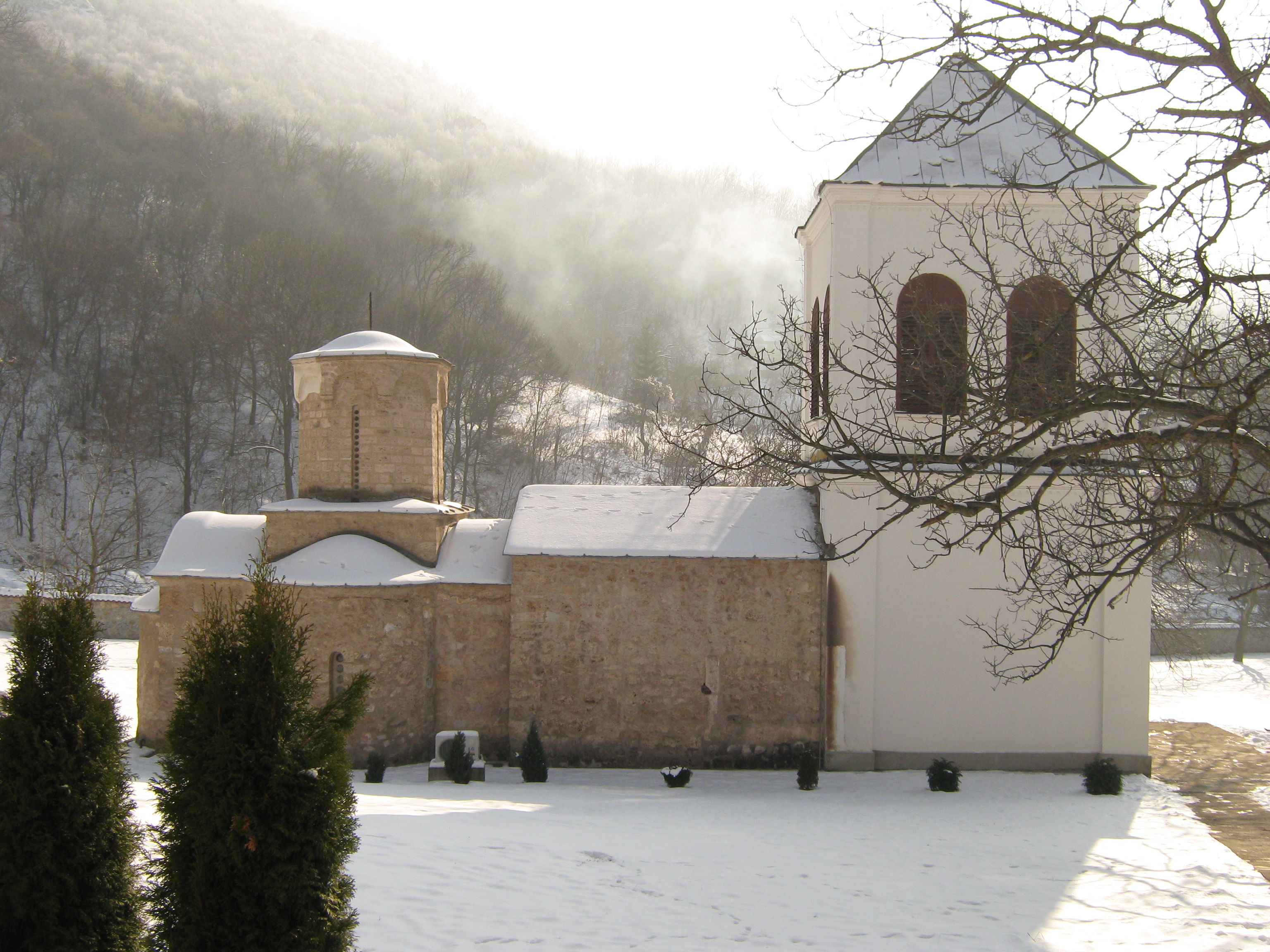
Autre vue de l'église.

## Fresques
Les plus anciennes fresques conservées dans l'église, celles du narthex, remontent à l'époque du despote Stefan Lazarević (fin du XIVe siècle). D'autres peintures ont été réalisées au XVe siècle, venant notamment orner la coupole de l'édifice. En 1938, le peintre moldave Rus Ivan Dikij a repeint tout l'intérieur de l'édifice. 

## Tombe
La famille du fondateur, le fondateur lui-même, sa femme morte en couches et ses trois enfants, sont enterrés avec de riches objets funéraires dans l'angle sud-est de l'église. On ne connaît pas l'identité de ces personnes.

## Autre
L'anachorète German le Sinaïte a vécu à proximité de Lipovac à la fin du XIVe siècle, sous une falaise du plateau qui domine le monastère.